# 圣地教堂
圣地教堂又名圣方济各堂，罗马天主教教堂，位于以色列北部地阿卡老城 。该市另有一座方济会教堂，圣若翰洗者堂。
根据历史文献，从13世纪以来，方济各会对该市非常重要。他们相信圣方济各本人在1219-1220年参观了城市。1217年建立第一个方济会修道院，由Elia Da Cortona神父创立。穆斯林占领该市以后，方济各会被迫离开阿卡，1620年返回，1673年建立圣地教堂。它坐落在老城区的中心。
该堂最显著的特征是其哥特式钟楼的红色尖顶，颜色将它与该市的其他钟楼和叫拜楼区别开来。

## 参考

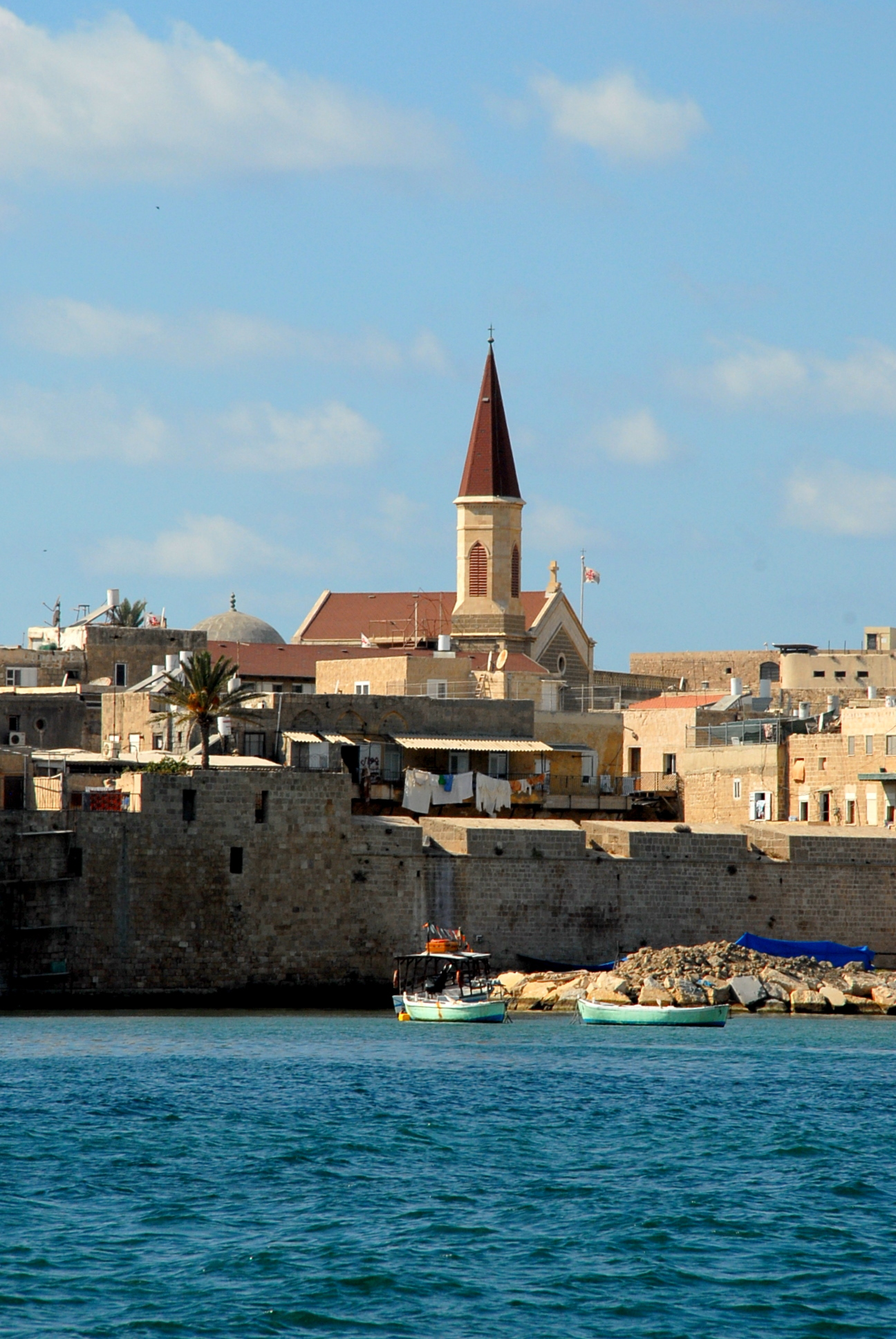